# 田中ストライク
田中 ストライク（たなか ストライク）は、日本の漫画家。

## 来歴
2011年7月号から『月刊コミックジーン』（KADOKAWA メディアファクトリー）で「SERVAMP-サーヴァンプ-」を連載。同作は2016年7月にテレビアニメが放送された。
2017年2月号より体調不良により休載。原因は椎間板、首の痛み。体調は回復し、2017年5月号より連載を再開した。その後、「サーヴァンプ」は映画及び舞台化。2025年1月号で完結。

## 人物
- 2021年からの使用ソフトは「CLIP STUDIO PAINT」。以前は主に「ComicStudio」を使用し、ペン入れのみ「CLIP STUDIO PAINT」を用いていた。『月刊コミックジーン』創刊10周年記念企画の作画動画を撮るにあたり、「CLIP STUDIO PAINT」に移行。下描きまではアナログで紙に描いており、ペン入れも「サーヴァンプ」13巻頃まではアナログで行っていた[9]。アナログでのペン入れ時は主に面相筆を使用[10]。
- 「サーヴァンプ」のキャラクターが登場する無料WEBゲームサイト「TANAKABOX」を自作している。2018年のエイプリルフールに、キャラクター有栖院御国の骨董品店「the Land of Nod」に遊びに行けるサイトとして開設。その後、キャラクター・ロウレスがバイトするカフェ「hedgehog coffee stand」、無料ガチャを引けるRPG風コンテンツ「FINAL SERVAMP QUEST」、キャラクター・背景・BGMを自由に設定できる「マイルーム」と常設コンテンツを追加。そのほか、季節のイベント（お正月、バレンタインデー、ハロウィンなど）や、キャラクターの誕生日イベントなど、数多くの期間限定イベントを公開している。
- 自分語りはめったにしない。『月刊コミックジーン』の連載前インタビューでは、趣味はスポーツ観戦であると明かした[11]。
- 2016年、「SUPER COMIC CITY25」2日目カタログの表紙イラストを担当。 また、2020年にはコミックマーケット45周年記念イラスト集『COMIC MARKET 45th Anniversary Book』に参加した[12] 。
- 2021年8月、ビジュアルノベルゲーム「月姫 -A piece of blue glass moon- 」（TYPE-MOON）の発売記念リレーイラスト企画に参加[13]。「吸血鬼」の漫画を描いている縁で声をかけられた[14]。

## 作品リスト

### 漫画作品
- SERVAMP-サーヴァンプ-（『月刊コミックジーン』2011年7月号[1] - 2025年1月号[8]）

### 書籍
- 『SERVAMP-サーヴァンプ-』、2011年 - 2024年、全24巻

### 画集
- 『STRIKE　ZONE SERVAMP　イラストレーションワークス』（2016年、KADOKAWA）
- 『STRIKE　ZONE 2 SERVAMP　イラストレーションワークス 』（2021年、KADOKAWA）

### アンソロジー
- 『「K」公式コミックアンソロジー K maniacs』（2013年 、リブレ） ‐ 漫画
- カゲロウデイズ公式アンソロジーコミック シリーズ（KADOKAWA MFコミックス ジーンシリーズ）   
  - 『カゲロウデイズ公式アンソロジーコミック-UPPER-』（2013年） - 漫画
  - 『カゲロウデイズ公式アンソロジーコミック-SUMMER-』（2013年） - 漫画
  - 『カゲロウデイズ公式アンソロジーコミック-WINTER-』（2013年） - 漫画
  - 『カゲロウデイズ公式アンソロジーコミック-SPRING-』（2014年） - 漫画
  - 『カゲロウデイズ公式アンソロジーコミック-BITTER-』（2014年） - イラスト

### その他
- 『蔵人美男児』（2020年、ツクルノモリ株式会社）- 嘉賀屋雷銘のキャラクターデザイン